# Georg Krogmann
Heinrich Georg Friedrich Krogmann (* 4. September 1886 in Meldorf; † 19. Januar 1915 in Warschau) war ein deutscher Fußballspieler.

## Karriere

### Vereine
Georg Krogmann gehörte Holstein Kiel von 1904 bis 1915 als Mittelläufer an und war Teil der Mannschaft, die am 15. Mai 1910 in Köln das Finale um die Deutsche Meisterschaft mit 0:1 n. V. gegen den Karlsruher FV verlor und auch Teil der Mannschaft, die am 26. Mai 1912 in Hamburg das Finale um die Deutsche Meisterschaft mit 1:0 gegen eben jenen Karlsruher FV gewann. Aufgrund der regional erzielten Erfolge bestritt er von 1910 bis 1913, im letztgenannten Jahr als Titelverteidiger, neun Spiele in den Endrunden um die Deutsche Meisterschaft.

### Nationalmannschaft
Krogmann bestritt drei Länderspiele für die A-Nationalmannschaft, wobei er am 14. April 1912 in Budapest beim 4:4-Unentschieden gegen die Nationalmannschaft Ungarns debütierte. Da er eine ansprechende Leistung zeigte, gehörte er wenig später zum Kader der Nationalmannschaft, die vom 29. Juni bis 4. Juli 1912 am olympischen Fußballturnier in Stockholm teilnahm. In diesem Turnier bestritt er das mit 1:5 gegen Österreich verlorene Achtelfinalspiel und das mit 1:3 verlorene Halbfinalspiel in der Trostrunde gegen Ungarn.

Krogmann (4. v. l.) und Mitspieler
der Meistermannschaft von 1912

## Erfolge
- Deutscher Meister 1912
- Norddeutscher Meister 1910, 1911, 1912

## Tod
Krogmann gehörte noch als Student der 61. Reserve-Infanterie-Brigade im Ersten Weltkrieg an und fiel 1915 an der Ostfront in der Nähe von Warschau im zum Russischen Reich  gehörigen Königreich Polen.